# Valérie Hould-Marchand
Valérie Hould-Marchand (Rivière-du-Loup, 29 de maio de 1980) é uma nadadora sincronizada canadiana, medalhista olímpica.

## Carreira
Valérie Hould-Marchand representou seu país nos Jogos Olímpicos de 1996, ganhando a medalha de prata em Atlanta 1996, com a equipe canadense. 